# Явний Ярослав
Яросла́́в Я́вний (нар. 1913, тепер Скориківська сільська громада, Тернопільська область  — пом. 28 вересня 1944, біля м. Удіне, Італія) — український військовик та діяч ОУН.

## Життєпис
Народився 1913 року в Кошляках нині Тернопільського району, навчався у Коломийській гімназії. З початку 1930-х про нього писали й в українських газетах США. У квітні 1933 року польська влада присудила рік тюрми.
1943-го Карпові Микитчуку та товаришам пропонують взяти участь у спробі УПА та УГВР налагодити зв'язки із західними союзниками — через сербських партизан, не підтримуючих прорадянські погляди.
Ярослав Явний (псевдо «Тураш») був у складі місії УПА, метою було поставлено вийти на західних алеатів щодо визнання ними незалежності України. По прибутті члени місії пристали до італійських партизанів — задля змоги контактувати з англійськими та американськими військами. Група діяла під прикриттям — що вони є торговцями від будівельної фірми «Organisation Todt». До Італії дісталися із Шибеника в Трієст, де й почали шукати вихід на підпілля — це було в серпні 1944-го. Євген Стахів зазначав, що Микитчук і Явний дісталися Трієста 24 липня, мали контакувати з «бадоліанцями». «Тураш» перейшов до партизанів із Джемони, однак потрапив у батальйон «Сталін», де й загинув — підірвався ручною гранатою. За спогадами Стахіва, Явний потрапив до червоних із двома побратимами.
Карпо Микитчук вибрався живим, згодом емігрував. Через десятиліття віднайшов могилу Ярослава Явного, 1972 року її упорядкував.
У 2010-х роках спільним проектом асоціації «Україна-Фріулі» та міської ради Преоне вдалося відновити могилу Ярослава Явного.